# Werner Bökenberg
Werner „Flocki“ Bökenberg (* 10. Dezember 1932) ist ein ehemaliger  deutscher Fußballspieler, der als Aktiver von Concordia Hamburg in den Jahren 1952 bis 1961 in der damals erstklassigen  Fußball-Oberliga Nord insgesamt 112 Ligaspiele absolviert und dabei neun Tore erzielt hat. Bökenberg zeichnete sich durch große Vielseitigkeit aus und war auf der linken Seite als Außenstürmer wie auch als linker Verteidiger im damals angewandten WM-System für „Cordi“ im Einsatz gewesen. Die Krone setzte er sich in der Saison 1958/59 mit zwei Einsätzen als Torhüter auf, wo er in insgesamt 25 Ligaeinsätzen sieben Tore erzielt hatte.

## Laufbahn
Der vom Hinschenfelder FC 1952 aus der Hamburger Kreisklasse zu Concordia Hamburg gekommene Angreifer Werner „Flocki“ Bökenberg debütierte am 8. März 1953 bei einem 2:1-Heimerfolg gegen den FC St. Pauli in der Oberliga Nord. Er stürmte dabei auf Linksaußen an der Seite von Mitspielern wie Werner Heitkamp und dem weiteren Neuzugang Gustav-Adolf Wöhler. Die Rot-Schwarzen vom Stadion Marienthal standen aber unter dem belastenden Druck des Kampfes um den Klassenerhalt, und so kam bei dem 20-jährigen Nachwuchsspieler lediglich noch ein zweites Ligaspiel in seiner ersten Saison bei „Cordi“ hinzu.
Am Rundenende 1952/53 – die Schwarz-Roten hatten im Januar 1953 den bisherigen Trainer Walter Risse durch Erwin Reinhardt ersetzt – stieg Concordia als 15. der Tabelle in das Amateurlager ab. Ab der Runde 1953/54 ging es für Bökenberg und Kollegen in der Amateurliga Hamburg weiter. 
Er blieb weiterhin in Wandsbek und war Aktiver in der Cordi-Mannschaft, welche in drei Anläufen an der Rückkehr in die Oberliga arbeitete. Nach dem Titelgewinn 1953/54 scheiterte „Cordi“ in der Aufstiegsrunde auf dem 3. Rang, nach der Vizemeisterschaft 1954/55 das erneute Scheitern, jetzt mit dem 2. Rang, und dies trotz des neuen Torjägers Gustav-Adolf Rathmann. Im dritten Anlauf, 1955/56, die Meisterschaft in Hamburg hatten Bökenberg und Kollegen überlegen mit 60:4 Punkten für sich entschieden, waren sie auch in der Aufstiegsrunde erfolgreich. Sie erreichten mit 9:3 Punkten den 1. Rang und stiegen damit wieder in die Oberliga Hamburg auf. Die Konkurrenten Bremer SV, Phönix Lübeck und der VfB Peine wurden auf die Plätze verwiesen. Unmittelbar nach dem letzten Gruppenspiel am 3. Juni gegen Peine (3:0) machte sich der Oberligarückkehrer auf eine Reise nach Stendal und Potsdam und trug dort zwei Freundschaftsspiele aus. 
Nach Rückkehr in die Oberliga Nord gehörte der schnelle Mann an der linken Seite vier weitere Jahre der Stammbesetzung von Concordia an. Als die Wandsbeker in der Saison 1957/58 die beste Platzierung mit dem 6. Rang erreichten, hatte er mit Wöhler das Verteidigerpaar gebildet und Rathmann hatte mit 22 Treffern hauptsächlich „Cordi“ auf die vorderen Ränge geschossen. Im Sommer 1958 wurde „Cordi“ zu drei Spielen in die Sowjetunion in Moskau, Minsk und Kiew eingeladen. In der Runde 1958/59 hatte Concordia mit einem Torhüterproblem zu kämpfen und brachte tatsächlich fünf verschiedene Torhüter zum Einsatz, darunter auch den Allrounder „Flocki“ Bökenberg in den zwei letzten Rundenspielen am 19. und 26. April 1959 gegen Eintracht Nordhorn (4:2) und VfL Wolfsburg (3:2). Die Defensive von „Cordi“ beim 3:2-Auswärtserfolg in Wolfsburg war mit Bökenberg im Tor, Claus Martens/Günter Schlegel als Verteidiger und in der Läuferreihe mit Rainer Vormelker, Rudolf Borchardt und Winfried Warnek dabei aufgelaufen. Die vier weiteren Torhüter waren vor Bökenberg die Spieler Edmund Müller und Peter Abraham mit jeweils einem Einsatz und die beiden Konkurrenten Geza Maklary und Ingo Röhrig mit jeweils 13 Einsätzen gewesen.
Mit der Saison 1960/61 beendete er mit den zehn letzten Oberligaeinsätzen seine höherklassige Spielerlaufbahn. Das letzte Rundenspiel bestritt Bökenberg am 6. November 1960 bei einer 2:3-Niederlage bei St. Pauli, als er mit Vormelker das Verteidigerpaar vor Torhüter Arthur Reiß gebildet hatte.
Ab der Spielrunde 1961/62 übte er das Amt des Spielertrainers beim SC Eilbek in der Bezirksklasse Hamburg Staffel Ost aus.